# World of Warcraft (серія коміксів)
«World of Warcraft» (укр. «Світ Військового ремесла») — серія коміксів, дії якої розгортаються у світі Warcraft.

## Історія публікації
На момент задуму комікс складався з двох сюжетних арк, по шість випусків кожна. Обидві відбувалися паралельно з подіями World of Warcraft: The Burning Crusade. Пізніше його було розширено до 25 випусків.
«World of Warcraft: Спопелитель» — обмежена серія з чотирьох випусків, що виходила з кінця 2008 до початку 2009 року, написана Міккі Нельсоном, намальована Людо Лаллебі та розфарбована Тоні Вашинґтоном.
16 грудня 2009 року WildStorm заявила, що публікація серії коміксів «World of Warcraft» була змінена з щомісячних випусків на оригінальні графічні романи, які будуть випущені у 2010 році. Спеціальний випуск «World of Warcraft: Початки й закінчення» стане останнім випуском, а оригінальний комікс (який планувалося перейменувати на «Альянс» з 26-го випуску) і майбутній, під назвою «Орда», було скасовано.

## Список випусків

### World of Warcraft

##### Том 1. Полювання на драконів
| № | Назва                  | Дата видання      | Сценарист       | Художник                  |
| - | ---------------------- | ----------------- | --------------- | ------------------------- |
| 0 | Пролог                 | 9 листопада 2007  | Волтер Сімонсон | Людо Лаллебі, Сандра Гоуп |
| 1 | Чужинець у чужому краю | 14 листопада 2007 | Волтер Сімонсон | Людо Лаллебі, Сандра Гоуп |
| 2 | Місце вбивства         | 13 грудня 2007    | Волтер Сімонсон | Людо Лаллебі, Сандра Гоуп |
| 3 | Доля чекає!            | 16 січня 2008     | Волтер Сімонсон | Людо Лаллебі, Сандра Гоуп |
| 4 | Врівноваження терезів  | 20 лютого 2008    | Волтер Сімонсон | Людо Лаллебі, Сандра Гоуп |
| 5 | Звір усередині!        | 19 березня 2008   | Волтер Сімонсон | Людо Лаллебі, Сандра Гоуп |
| 6 | Кров                   | 16 квітня 2008    | Волтер Сімонсон | Людо Лаллебі, Сандра Гоуп |
| 7 | Одкровення             | 21 травня 2008    | Волтер Сімонсон | Людо Лаллебі, Сандра Гоуп |

##### Том 2
| №  | Назва                | Дата видання      | Сценарист       | Художник                                                                              |
| -- | -------------------- | ----------------- | --------------- | ------------------------------------------------------------------------------------- |
| 8  | Повернення           | 18 червня 2008    | Волтер Сімонсон | Джон Лендрі, Джером К. Мур                                                            |
| 9  | Крізь темне дзеркало | 16 липня 2008     | Волтер Сімонсон | Джон Лендрі, Джером К. Мур                                                            |
| 10 | Останній з черги     | 20 серпня 2008    | Волтер Сімонсон | Джон Бюран, Джером К. Мур                                                             |
| 11 | Сходження            | 17 вересня 2008   | Волтер Сімонсон | Джон Бюран, Джером К. Мур                                                             |
| 12 | Ворога викрито       | 29 жовтня 2008    | Волтер Сімонсон | Джон Бюран, Майк Бовден, Джером К. Мур, Філ Мой                                       |
| 13 | Повернення в минуле  | 19 листопада 2008 | Волтер Сімонсон | Майк Бовден, Джером К. Мур, Філ Мой, Енді Сміт, Марк Ірвін, Тревор Скотт, Ренді Мейор |
| 14 | У пащу смерті!       | 31 грудня 2008    | Волтер Сімонсон | Майк Бовден, Тревор Скотт                                                             |

##### Том 3
| №  | Назва                  | Дата видання    | Сценарист                       | Художник                                        |
| -- | ---------------------- | --------------- | ------------------------------- | ----------------------------------------------- |
| 15 | Суперечливі лояльності | 21 січня 2009   | Волтер Сімонсон                 | Джон Бюран, Джером К. Мур, Дерек Фридольфс      |
| 16 | Загроза!               | 18 лютого 2009  | Волтер Сімонсон                 | Майк Бовден, Велден Вонґ                        |
| 17 | Збір грому!            | 18 березня 2009 | Волтер Сімонсон                 | Майк Бовден, Велден Вонґ                        |
| 18 | Бій                    | 15 квітня 2009  | Волтер Сімонсон                 | Майк Бовден, Філ Мой, Джон Лівсі, Сандра Гоуп   |
| 19 | Вітри війни            | 20 травня 2009  | Волтер Сімонсон                 | Майк Бовден, Філ Мой, Річард Френд, Сандра Гоуп |
| 20 | Наслідки               | 17 червня 2009  | Волтер Сімонсон, Луїза Сімонсон | Поп Ман                                         |
| 21 | Таємниці               | 15 липня 2009   | Волтер Сімонсон, Луїза Сімонсон | Майк Бовден, Тоні Вашинґтон                     |

##### Том 4
| №  | Назва        | Дата видання      | Сценарист                       | Художник                    |
| -- | ------------ | ----------------- | ------------------------------- | --------------------------- |
| 22 | Шепіт        | 19 серпня 2009    | Волтер Сімонсон, Луїза Сімонсон | Майк Бовден                 |
| 23 | Збір         | 16 вересня 2009   | Волтер Сімонсон, Луїза Сімонсон | Майк Бовден                 |
| 24 | Важкі вибори | 21 жовтня 2009    | Волтер Сімонсон, Луїза Сімонсон | Майк Бовден                 |
| 25 | Армагеддон   | 18 листопада 2009 | Волтер Сімонсон, Луїза Сімонсон | Майк Бовден, Тоні Вашинґтон |

#### Спопелитель
«World of Warcraft: Спопелитель» розповідає історію Спопелителя та Александроса Моґрейна.
| № | Назва           | Дата видання    | Сценарист     | Художник                     |
| - | --------------- | --------------- | ------------- | ---------------------------- |
| 1 | Смерть заразна  | 10 вересня 2008 | Міккі Нельсон | Людо Лаллебі, Тоні Вашинґтон |
| 2 | Попіл до попелу | 22 жовтня 2008  | Міккі Нельсон | Людо Лаллебі, Тоні Вашинґтон |
| 3 | Наксрамас       | 31 грудня 2008  | Міккі Нельсон | Людо Лаллебі, Тоні Вашинґтон |
| 4 | Прах до праху   | 25 лютого 2009  | Міккі Нельсон | Людо Лаллебі, Тоні Вашинґтон |

#### Початки й закінчення
«World of Warcraft: Початки й закінчення» — спеціальний випуск, що представляв нових персонажів Альянсу та Орди, які не з'являлися в поточній серії.
| № | Назва                | Дата видання   | Сценарист  | Художник |
| - | -------------------- | -------------- | ---------- | -------- |
| 1 | Початки й закінчення | 16 грудня 2009 | Майк Коста | Поп Ман  |

## Колекційні видання
- World of Warcraft:
  - Volume 1 (World of Warcraft #1-7, 160 стор., тверда обкладинка, WildStorm, серпень 2008, ISBN 1-4012-1836-9, Titan Books, жовтень 2008, ISBN 1-84576-901-5, м'яка обкладинка, вересень 2009, WildStorm, ISBN 1-4012-2076-2, Titan Books, ISBN 1-84856-096-6).
  - Volume 2 (World of Warcraft #8-14, 176 стор., тверда обкладинка, WildStorm, вересень 2009, ISBN 1-4012-2370-2, Titan Books, листопад 2008, ISBN 1-84856-346-9, м'яка обкладинка, WildStorm, липень 2010, ISBN 1-4012-2371-0).
  - Volume 3 (World of Warcraft #15-21, 176 стор., тверда обкладинка, червень 2010, WildStorm, ISBN 1-4012-2810-0).
- Ashbringer (World of Warcraft: Ashbringer #1-4, 136 стор., тверда обкладинка, WildStorm, червень 2009, ISBN 1-4012-2341-9, Titan Books, липень 2009, ISBN ISBN 1-84856-297-7 Помилка параметра в {{ISBN}}: недійсний символ, м'яка обкладинка, WildStorm, квітень 2010, ISBN ISBN 1-4012-2342-7 Помилка параметра в {{ISBN}}: недійсний символ).

## Українськомовні видання

### Спопелитель
У 2021 році друком вийшло видання «World of Warcraft: Спопелитель» українською мовою:
- Координатор проєкту: Денис Скорбатюк
- Переклад: Денис Нижник
- Редагування: Ірина Кобилінська, Лариса Мельник
- Верстка: Ігор Дунець
- Відповідальний за друк: Антон Гаюр